# Gunungiella ekadachi
Gunungiella ekadachi är en nattsländeart som beskrevs av Schmid 1968. Gunungiella ekadachi ingår i släktet Gunungiella och familjen stengömmenattsländor. Inga underarter finns listade i Catalogue of Life.